# Heptageniidae
Heptageniidae is een familie van haften (Ephemeroptera).

## Geslachten
De familie Heptageniidae omvat de volgende geslachten:
- Afronurus Lestage, 1924
- Anepeorus McDunnough, 1925
- Arthroplea Bengtsson, 1908
- Asionurus Braasch & Soldán, 1986
- Atopopus Eaton, 1881
- Bleptus Eaton, 1885
- Cinygma Eaton, 1885
- Cinygmula McDunnough, 1933
- Compsoneuria Eaton, 1881
- Dacnogenia Kluge, 1988
- Darthus Webb & McCafferty, 2007
- Ecdyogymnurus Kluge, 2004
- Ecdyonurus Eaton, 1868
- Electrogena Zurwerra & Tomka, 1985
- Epeorus Eaton, 1881
- Heptagenia Walsh, 1863
- Ironodes Traver, 1935
- Kageronia Matsumura, 1931
- Leucrocuta Flowers, 1980
- Maccaffertium Bednarik, 1979
- Macdunnoa Lehmkuhl, 1979
- Nixe Flowers, 1980
- Notacanthurus Tshernova, 1974
- Paegniodes Eaton, 1881
- Parafronurus Zhou & Braasch, 2003
- Pseudiron McDunnough, 1931
- Raptoheptagenia Whiting & Lehmkuhl, 1987
- Rhithrogena Eaton, 1881
- Spinadis Edmunds & Jensen, 1974
- Stenacron Jensen, 1974
- Stenonema Traver, 1933
- Thalerosphyrus Eaton, 1881
- Trichogenia Braasch & Soldán, 1988

## In Nederland waargenomen soorten
- Genus: Ecdyonurus
  - Ecdyonurus torrentis - (Zigzagtweestaart)
- Genus: Electrogena
  - Electrogena ujhelyii - (Zwartkoptweestaart)
- Genus: Heptagenia
  - Heptagenia flava - (Gestreepte gele tweestaart)
  - Heptagenia fuscogrisea - (Bruingrijze tweestaart)
  - Heptagenia sulphurea - (Gele tweestaart)
- Genus: Rhithrogena
  - Rhithrogena picteti - (Rechte bruinvleugel)
  - Rhithrogena semicolorata - (Schuine bruinvleugel)